# Brandon Sampson
Brandon Sampson (ur. 1 maja 1997 w Baton Rouge) – amerykański koszykarz, występujący na pozycji rzucającego obrońcy.
W 2015 wystąpił w meczu gwiazd amerykańskich szkół średnich Derby Classic. Został też wybrany najlepszym zawodnikiem szkół średnich stanu Luizjana (Louisiana Mr. Basketball).
W 2018 reprezentował Atlantę Hawks w letniej lidze NBA.

## Osiągnięcia
Stan na 7 sierpnia 2019, na podstawie, o ile nie zaznaczono inaczej.
NCAA
- Uczestnik II rundy turnieju NIT (2018)